# Укріплення Іракліона
Укріплення Іракліона  —  це низка оборонних мурів та інших фортифікаційних споруд, які оточують місто Іракліон (колишня назва — "Кандія") на Криті, Греція.  Укріплення Іракліона зробили його одним з найбільш укріплених міст Середземномор’я.

## Історія

### Арабські і візантійські оборонні споруди
Перші укріплення в сучасному Іракліоні були побудовані за Візантійської імперії. Місто було захоплено арабами в 824 році та стало столицею Критського емірату. В цей період навколо міста побудуваний оборонний мур з неопаленої цегли з додаванням козячого та свинячого волосся (шерсті), укріплений ровом, який за годну заповнювався морською водою, та широкими земляними валами. Візантійці намагалися повернути Крит через його стратегічне значення. Після кількох невдалих спроб Никифору II Фоці у 961 році вдалося захопити острів. Арабські укріплення були зруйновані, а замість них побудовано новий форт та низку нових укріплень на острові. Врешті поселення розрослося, і візантійці збудували нові стіни на місці стін арабського періоду. Окремі залишки візантійських стін досі збереглися поблизу гавані Іракліона.

### Генуезький період
В 1206 роцівійська  Генуезької республіки під проводом Енріко Пескаторе та Аламано да Коста захопили острів та розпочали модернізаціїю укріплень в декількох великих поселеннях (Кандія, Сітія, Ретимно) та низку менших укріплень. Венеційці почали захоплювати острів у 1209 році, а в 1217 вже повністю заволоділи ним.

### Венеційський період

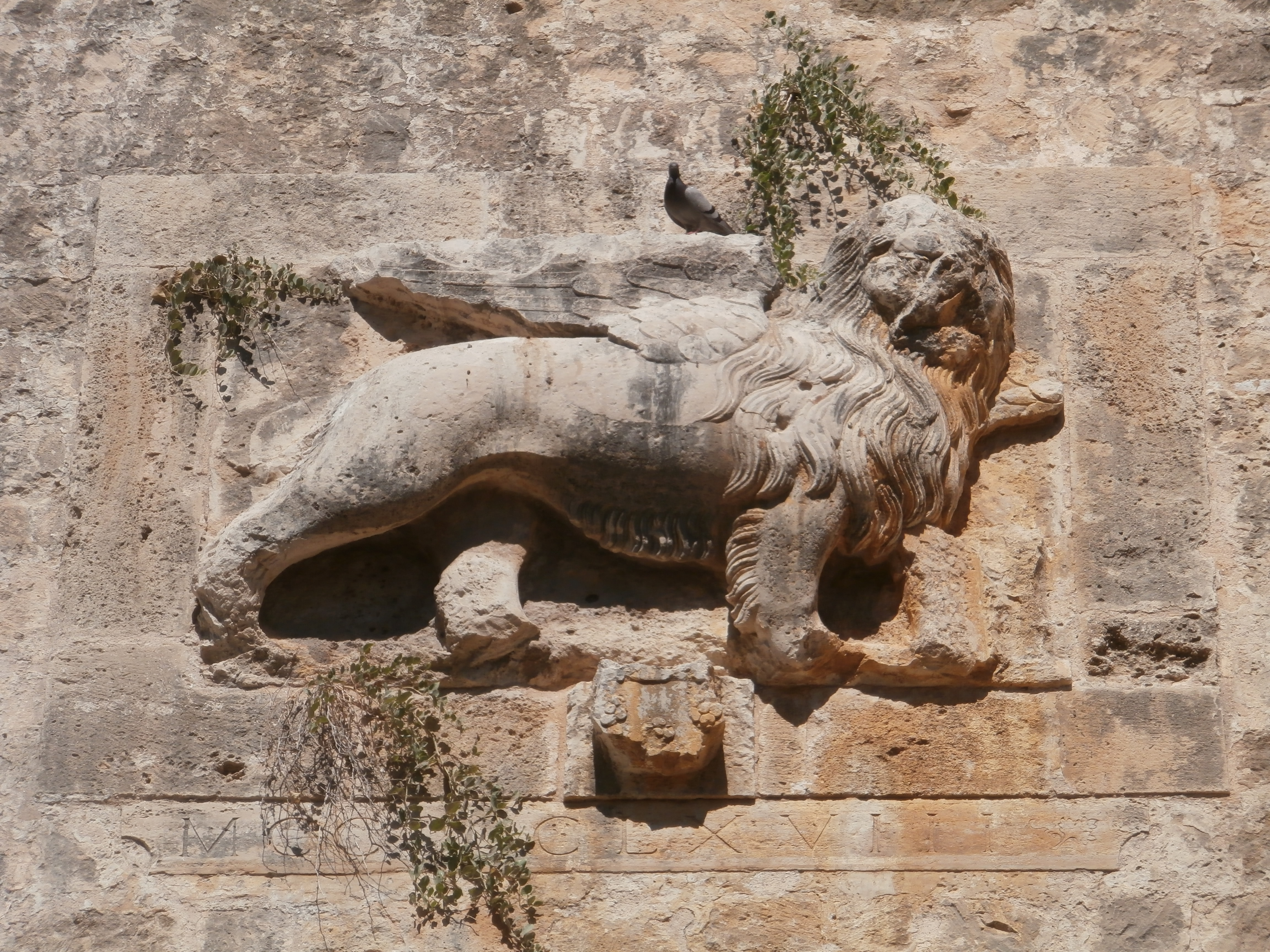
Венеційський Лев Святого Марка

На початку XIII століття Іракліон та решта Криту потрапили під владу Венеційської республіки. Спочатку венеційці використовували візантійські мури, модифікуючи їх. Після падіння Константинополя в 1453 році розширення Османської імперії стало головною загрозою для венеційців. Нові загрози та використання у військовій справі гармат та пороху зумовило потребу зміцнення та будівництва нових укріплень навколо міста, яке розпочалось у 1462 році за проєктами відомих військових архітекторів Мікеле Санмікелі та Джуліо Саворньяна  та тривало протягом століття. З роками укріплення зміцнювалися спорудженням різних споруд,таких як  фортеця Кулес (тоді відома як Rocca al Mare), яка була побудована для захисту входу в гавань. Будівництво відбувалось за рахунок венеційців, місцевого єврейського населення, релігійної громади, Королівства Кандії, а будівельні матеріали завозились з різних кар'єрів та руїн Мінойського палацу Кносса. Мури будували місцеві жителі, які один тиждень на рік зі своїми тваринами безоплатно працювали на будівницві.

### Османський період

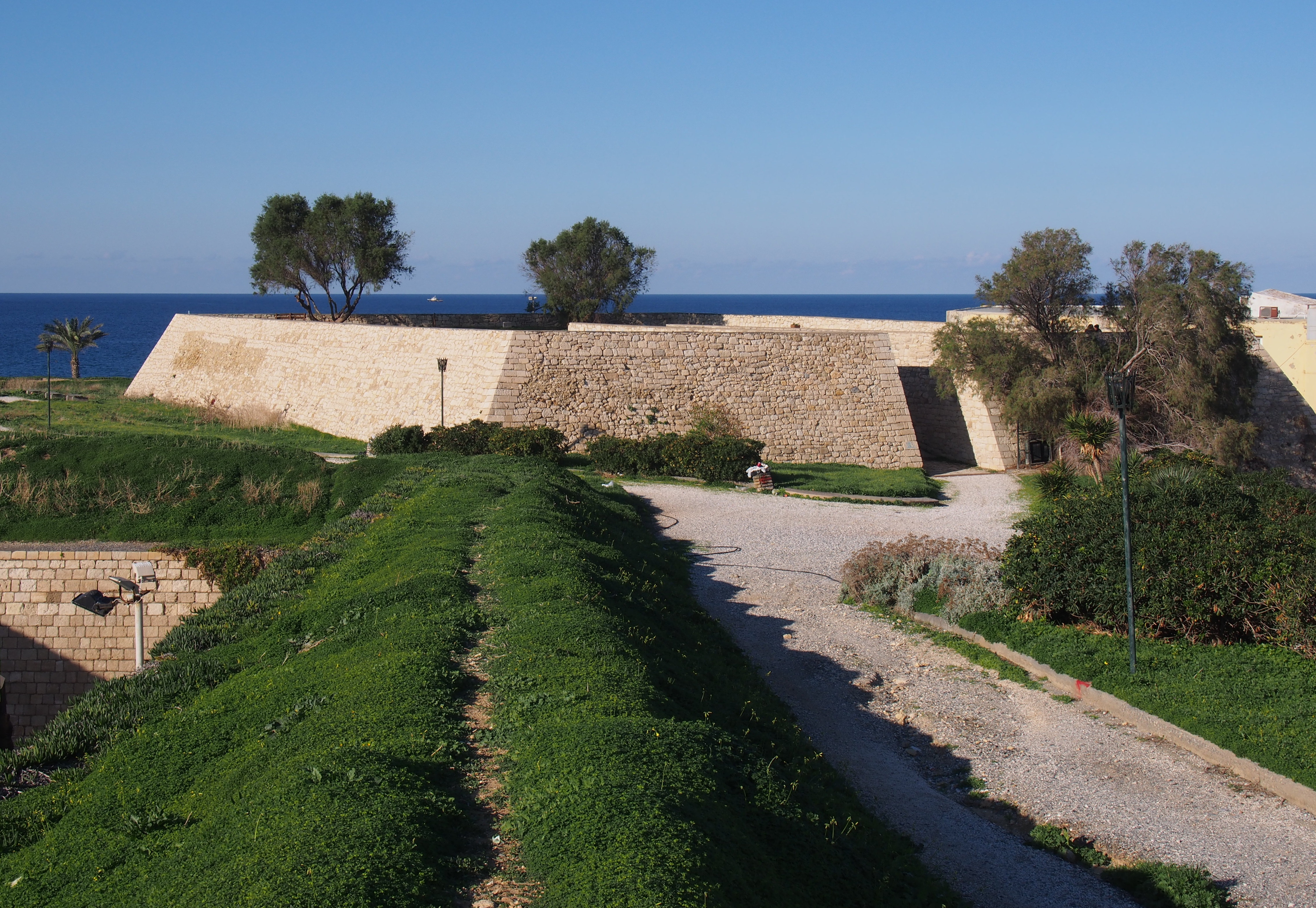
Бастіон Святого Адрія

Під час Кандійської війни османський флот, який прибув до Криту у червні 1645 року почав захоплення острова. До серпня були захоплені укріплення Ханьї, а фортеця в Ретімно захоплена в 1646 році. З 1648 року розпочалась облога та блокада Кандії, яка тривала 21 рік до 1669 року, коли місто здалося.
Докладніше: Облога Кандії
Захопивши місто, османи відремонтували та підтримували в належному стані його укріплення. Бастіони отримали турецькі імена, наприклад "Бастіон Мартіненго" став "Giouksek Tabia". Османи також побудували поблизу від фортеці Кулес, яка захищала порт, невеликий форт "Маленький Кулес" (знесений в 1936 році під час перебудови міста).

### Сучасний стан
Стіни були пошкоджені під час німецьких бомбардувань острова в рамках Операції «Меркурій» (Друга світова війна). Пошкоджені частини було відремонтовано. Після війни деякі елементи будівель були знесені та замінені більш сучасними будівлями. Також були пропозиції щодо знесення всіх стін міста, проте вони не знайшли практичної реалізації, стіни залишилися в основному неушкодженими та одними з найкраще збережених венеційських укріплень у Європі.  З 1989 року в місті утворено спеціальний заклад, діяльність якого спрямована на відновлен
ня та догляд за стінами. У 2004 році були проведені роботи вартістю 927 750 € зі зміцнення 900 метрів укріплень.

## Архітектура
Венеційські укріплення Іракліона складаються оборонних мурів трикутної форм довжиною 3 кілометри, укріплених сімома бастіонами:
- Бастіон Святого Андрія на північно-західному куті;
- Бастіон Пантократора;
- Віфлеємський бастіон;
- Бастіон Мартиненго;
- Бастіон Ісуса;
- Бастіон Віттурі на північно-східному куті;
- Піщаний бастіон на північно-східному куті[2][3].

На деяких бастіонах були побудовані кавальєри. Мури мали чотири головні брами (Брама Молоса на півночі, Брама Святого Георгія або Лазаретто на сході, Брама Ісуса або Нова брама на півдні, Брама Пантократора на заході), двоє з яких збереглися, три військові брами (Брама Святого Андрія, Піщана брама, Брама Дерматас). Весь оборонний комплекс був оточений глибоким та широким сухим ровом та різними фортифікаційними спорудами, включаючи кілька равелінів, три горнверки та кронверки. Також на пагорбі на схід від міста було побудовано Форт Святого Дмитра, який складався з невеликого бастіону та двох подвійних бастіонів (не зберігся). Вздовж міської гавані зі сторони моря також були укріплення, а вхід до гавані був захищений фортецею Кулес.

## Фотогалерея

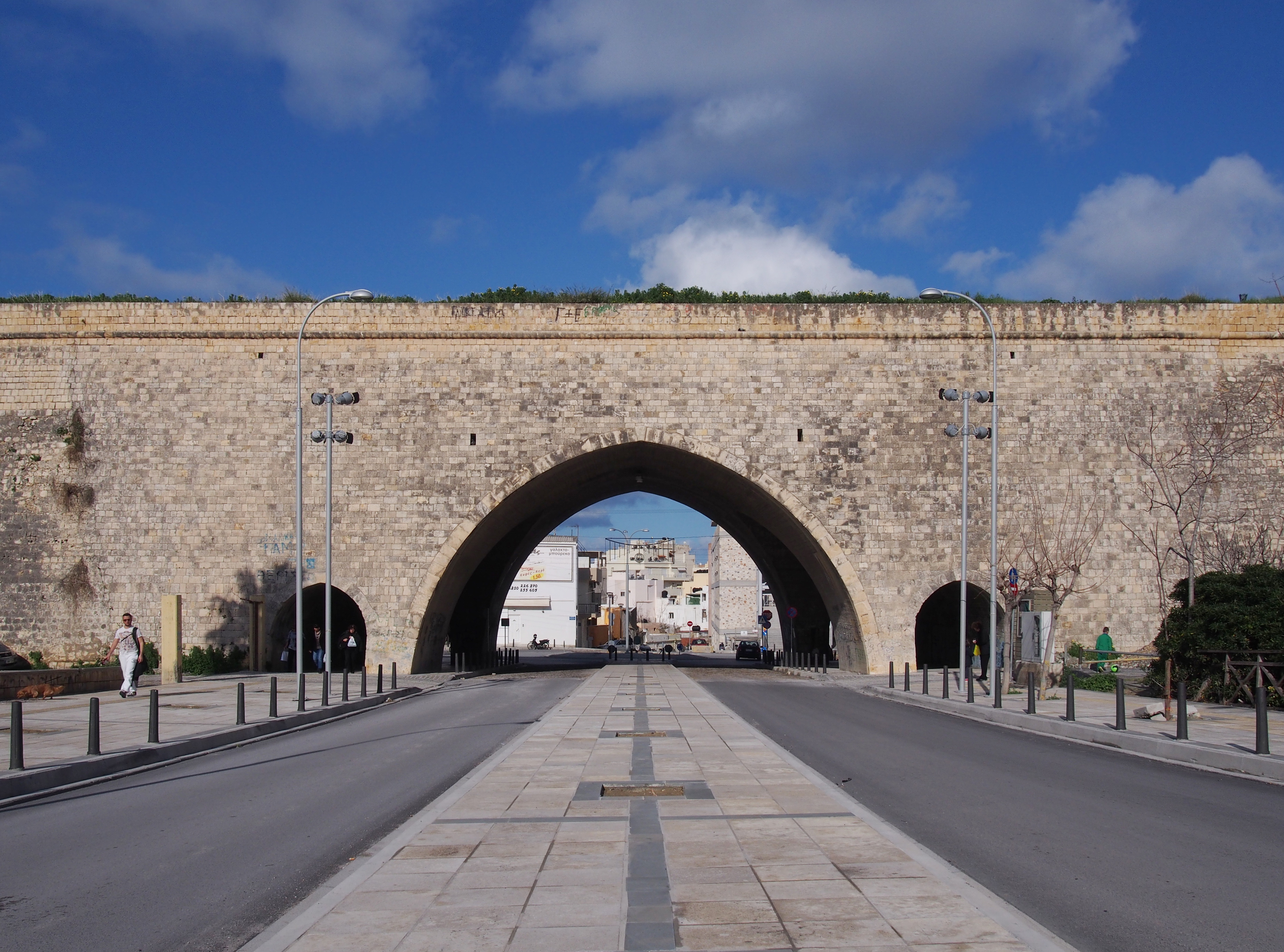
Проїзд в укріпленнях
герб на південно-східному куті укріплень
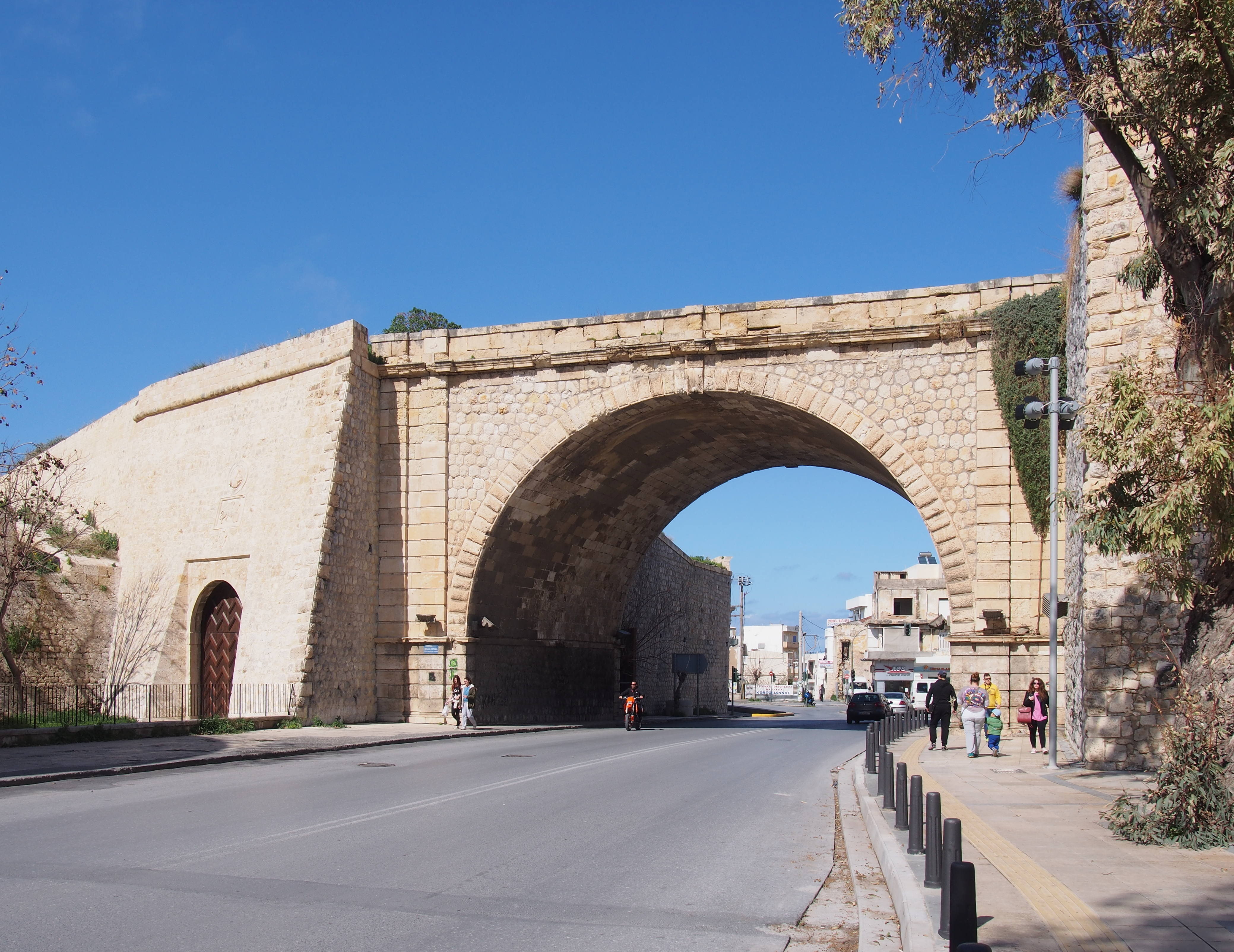
Брама Пантократора (зліва) проїзд Ханьї (побудований в 20 роках XX cт)
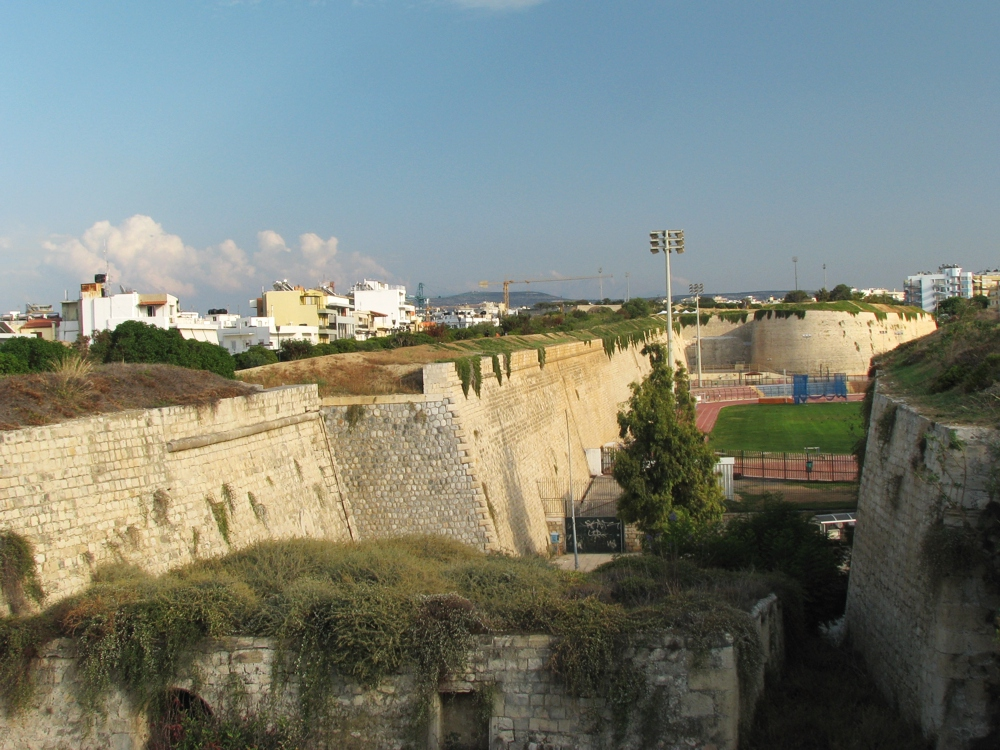
Віфлеємський бастіон з і сторони Бастіону Пантократор
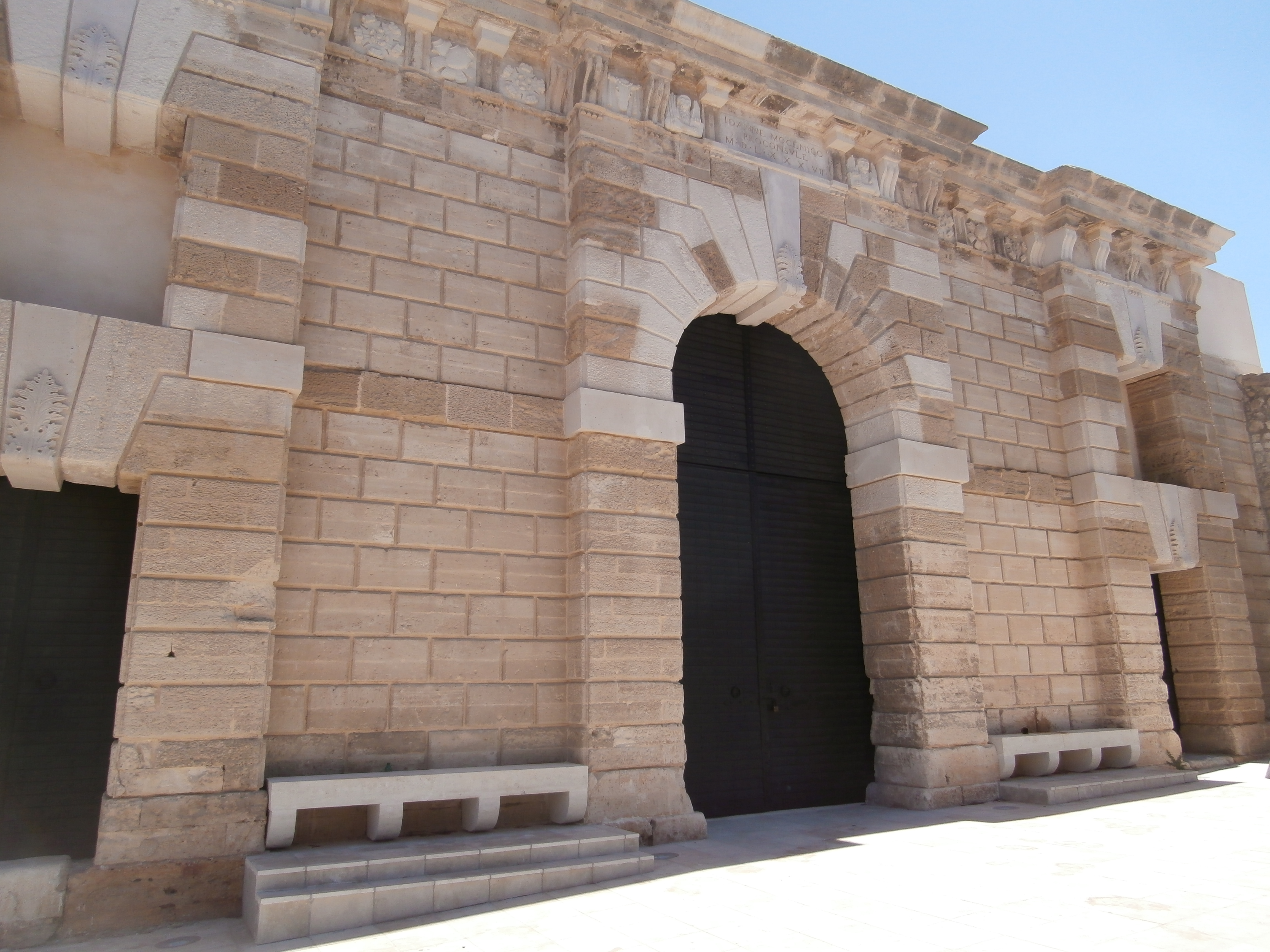
Брама Ісуса

## Див також
- Кулес
- Фортеця в Ретімно
- Укріплення Ханьї
- Касарма